# Lactarius cyathuliformis
Lactarius cyathuliformis är en svampart som beskrevs av Bon 1978. Lactarius cyathuliformis ingår i släktet riskor och familjen kremlor och riskor.  Arten är reproducerande i Sverige. Inga underarter finns listade i Catalogue of Life.

## Bildgalleri